# ضیاءالدین علیا
ضیاالدین علیا، روستایی از توابع بخش مرکزی شهرستان تربت حیدریه در استان خراسان رضوی است.

## جمعیت
این روستا در دهستان بالاولایت قرار دارد و براساس سرشماری مرکز آمار ایران در سال ۱۳۸۵، جمعیت آن ۴۳۴ نفر (۱۰۷ خانوار) بوده‌است. جمعیت ضیاالدین علیا در سال ۱۳۹۰ به ۷۰۲ نفر (۲۰۲ خانوار) افزایش یافته‌است.جمعیت ضیاءالدین علیا در سال 1395به 1272نفر(374خانوار) افزایش یافته‌است